# Árpád Bárány
Dans le nom hongrois Bárány Árpád, le nom de famille précède le prénom, mais cet article utilise l’ordre habituel en français Árpád Bárány, où le prénom précède le nom.
Árpád Bárány, né le 24 juin 1931, est un escrimeur hongrois pratiquant l'épée. Il a été champion olympique d'épée avec l'équipe de Hongrie en 1964.

## Palmarès
- Jeux olympiques
  -  Médaille d'or par équipes aux Jeux olympiques de 1964 à Tokyo[1]